# Ettaler Manndl
Das Ettaler Manndl (auch Ettaler Mandl) ist ein 1633 Meter hoher Kalkzacken in den Ammergauer Alpen (auch Ammergebirge genannt), der aus einem bewaldeten Seitenkamm des an der höchsten Stelle 1686 m hohen Laber herausragt. Neben dem Ettaler Manndl steht ein weiterer Felszacken, das Ettaler Weibl als südlicher Vorgipfel. Unterhalb des Ettaler Manndls liegt in einem Kessel der kleine, schon stark verlandete Soilasee.

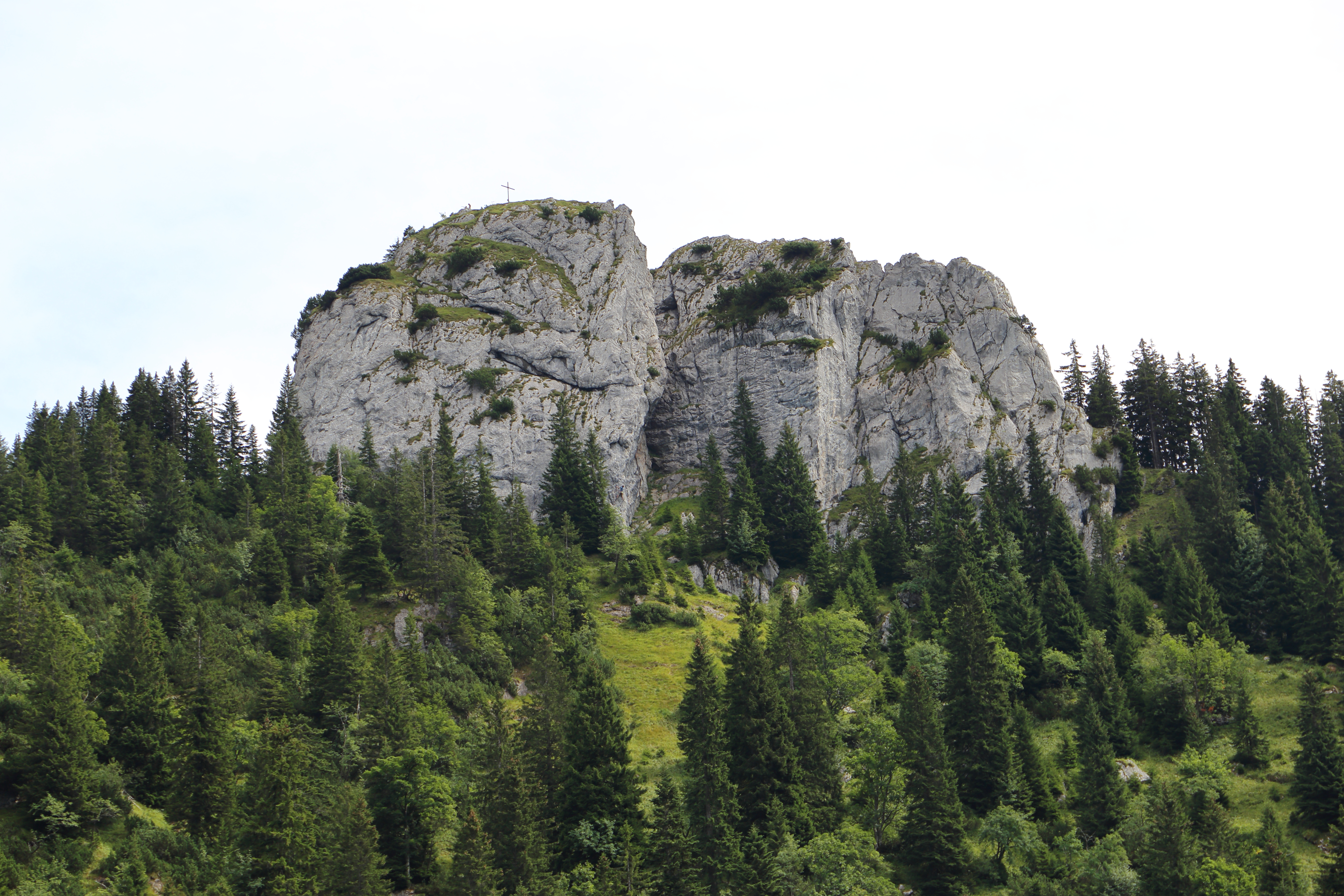
Gipfelaufbau des Ettaler Manndls vom Soilasee aus gesehen
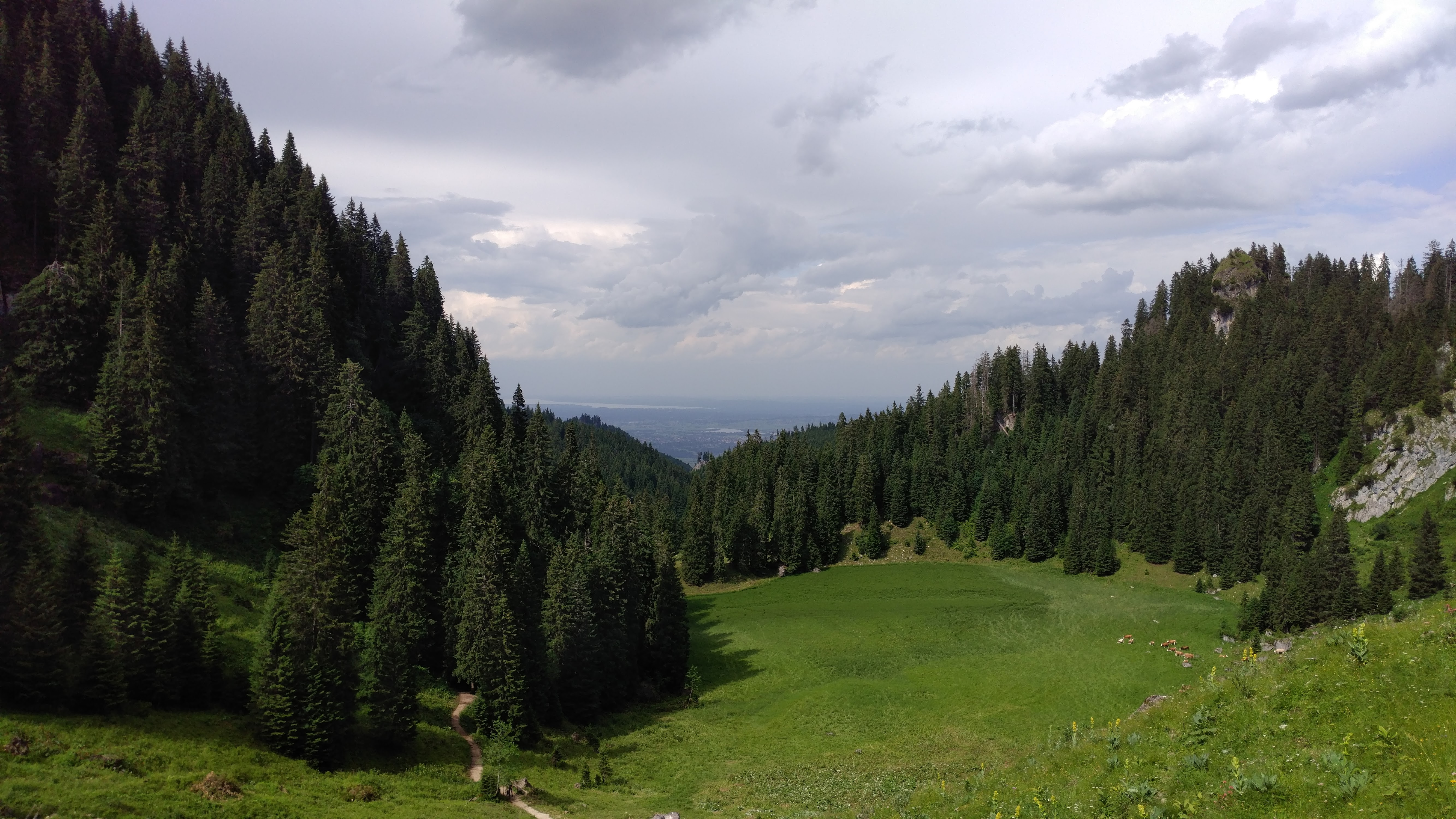
Der Soilasee im Juli 2017
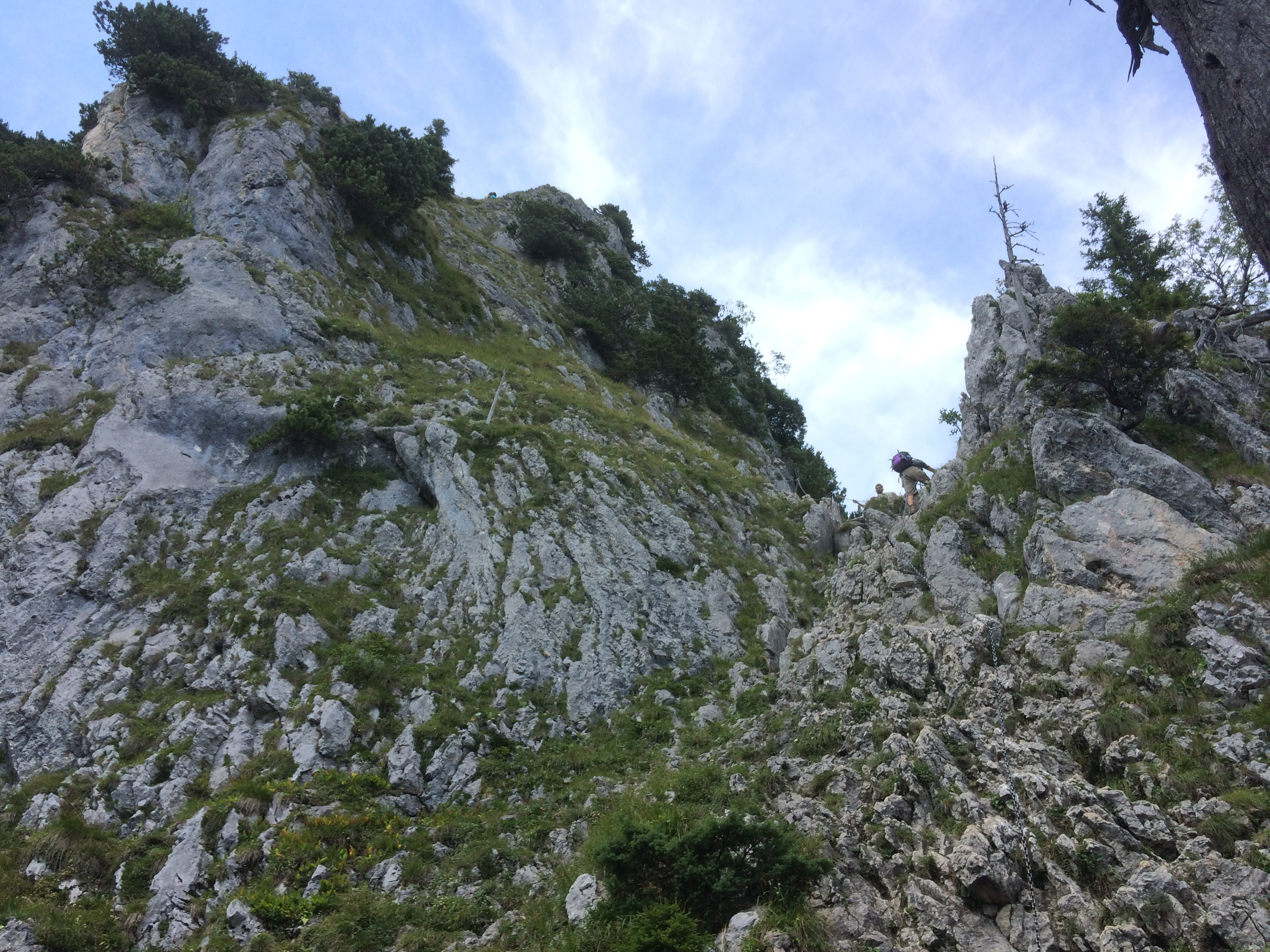
Einstieg in den kurzen Klettersteig zum Gipfel des Ettaler Manndls
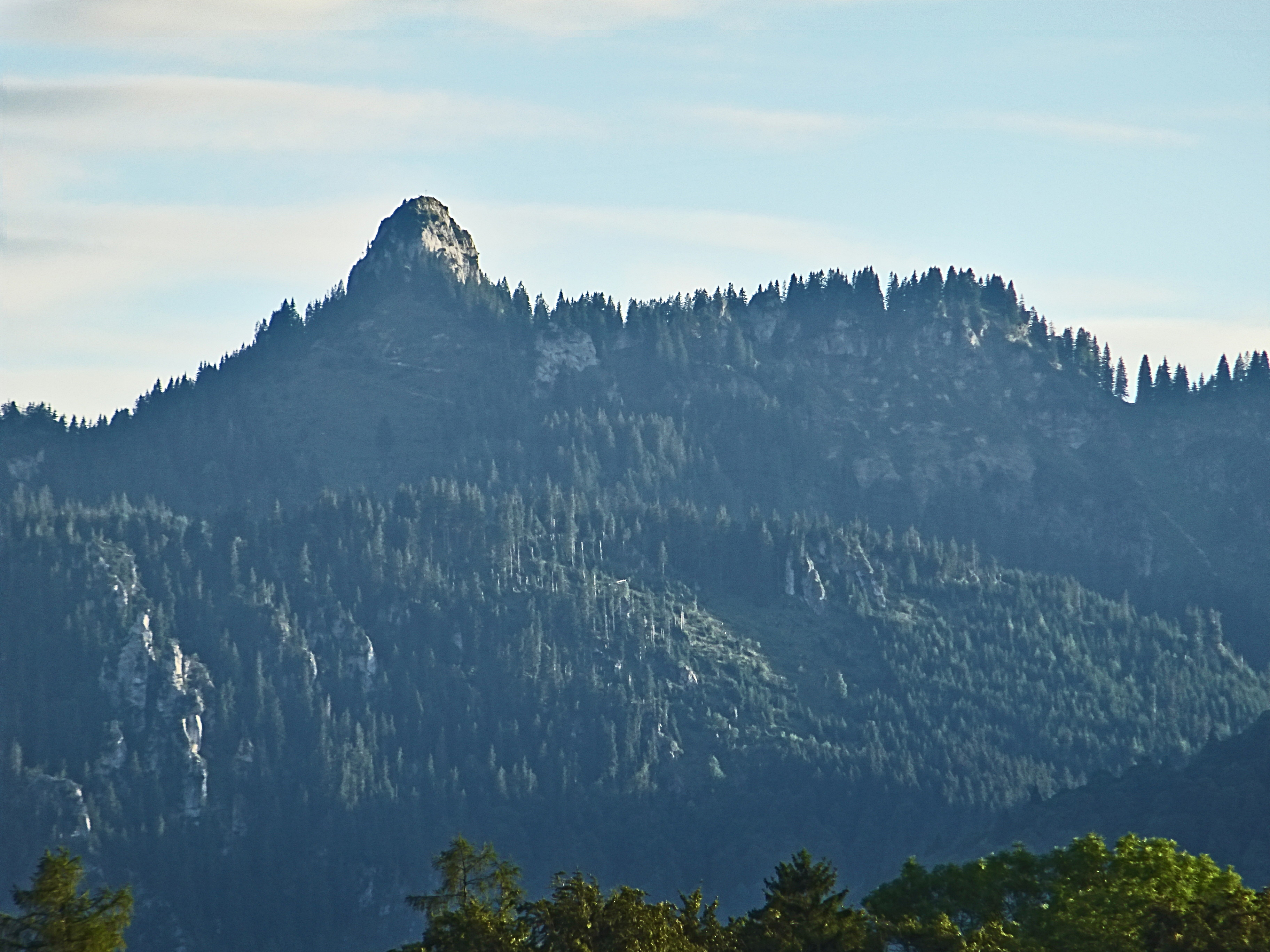
Ettaler Manndl von Murnau gesehen

Das Ettaler Manndl ist eine vielgegangene Tagestour, auch wegen der Bergbahn, die von Oberammergau auf den Nachbargipfel Laber führt. Im Anstieg bis zum Gipfelaufbau geht man auf einem einfachen Wanderweg. Vom Fuß des Gipfelaufbaus zieht sich bis zum Gipfel ein gesicherter Steig (Schwierigkeit 1, leicht in Hüslers Klettersteig-Atlas; ohne die Ketten-Sicherung wäre das Felsgelände hier als Fels I einzustufen). Die Besteigung ist zwar technisch nicht schwierig und durchgehend gesichert, aber für Ungeübte dennoch wegen der Ausgesetztheit und des sehr abgegriffenen Kalkgesteins eine Herausforderung. Die Klettersteigpassage ist bei Nässe oder Eis gerade im Frühjahr und Herbst heikel. Ungeübte sollten daher den Gipfelaufbau meiden. In letzter Zeit kam es vermehrt zu Unfällen, teils auch mit tödlichem Verlauf.
Die Westkante und die Südwand bieten auch für anspruchsvollere Kletterer Routen im IV. bis V. Schwierigkeitsgrad.
Der Normalweg führt vom Kloster Ettal aus (Parkplatz an der östlichen Klostermauer) in ca. 2 Stunden zum Gipfel. Ausgangspunkt für eine Rundwanderung ist die Talstation der Laber Bergbahn bei Oberammergau. Von der Bergstation am Laber sind es nur ca. 45 Minuten auf den Gipfel des Felszackens.